# Jürgen Grasmück
Jürgen Grasmück (* 23. Januar 1940 in Hanau, Hessen; † 7. August 2007 in Altenstadt) war ein deutscher Autor von Horror- und Science-Fiction-Romanen.
Er schrieb unter den Pseudonymen Albert C. Bowles, Bert Floorman, J. A. Garett, J. A. Gorman, Jay Grams, Jürgen Grasse, J. A. Grouft, Jeff Hammon, Ron Kelly, Rolf Murat, Steve D. Rock, Dan Shocker, Owen L. Todd und Henri Vadim.

## Leben und Werk
Sein Debüt gelang Grasmück 1956 mit der Kurzgeschichte Atomkrieg auf dem Mars im Andromeda-Magazin (Nr. 69), dem Clubmagazin des Science Fiction Clubs Deutschland, von Walter Ernsting. 1957 erschien dann sein erster Roman Die Macht im Kosmos im Leihbuchverlag Bewin. Es folgten eine Reihe von Leihbüchern, bis ihn der Rückgang des Leihbücher-Geschäfts und das Aufkommen der Romanhefte zwang, sich neu zu orientieren. So schrieb er Heftromane im Zauberkreis Verlag und in den Serien Ad Astra und Rex Corda. Darüber hinaus schrieb er für den Rolf Mauerhardt Verlag Gerry-Thook-Kriminalromane und einen Western.
Bereits in seinen ersten Büchern verband er Science-Fiction mit Horror-Elementen. Besonders auffällig war das Frankenstein-Thema in dem Leihbuchzweiteiler Testament des Grauens und Die Angst geht um bei Bewin 1962. In seinen bekanntesten Serien Larry Brent und Macabros, die er unter dem Pseudonym Dan Shocker verfasste, brachte er ebenfalls zahlreiche SF-Elemente unter, wobei er für Macabros noch dazu verstärkt Fantasy-Elemente in den Serienkosmos einführte. Unter demselben Pseudonym verfasste er auch die Burg-Frankenstein-Spannungsromane im Zauberkreis Verlag und schrieb die ersten Jahre deren Reihe Silber Grusel-Krimi allein.
Mitte der 1980er Jahre erschienen auch einige Hörspiele seiner Romanhelden Larry Brent und Macabros, 2005 kamen Folgen der Frankenstein-Bände hinzu.
1984/85 wurde der Zauberkreis-Verlag, in dem Larry Brent und Macabros erschienen, von Pabel-Moewig  übernommen. Dort kam es zu verlagsinternen Umstrukturierungen und beide Serien wurden eingestellt.
1994 wurde Larry Brent kurzzeitig durch den neu gegründeten Zaubermond-Verlag weitergeführt. Später übernahm der Blitz-Verlag die Serie. Dieser legte sowohl Larry Brent als auch Macabros neu auf, wobei jeweils zwei der früheren Heftromane in überarbeiteter Fassung in einem Taschenbuch wiederveröffentlicht wurden. Die Serie Larry Brent wurde dort auch mit neuen Romanen weitergeführt, die von Fremdautoren (u. a. Manfred Weinland, Alfred Wallon, Martin Eisele, Dario Vandis) verfasst wurden. Von 2007 bis 2013 wurde Macabros beim Zaubermond Verlag in Buchform fortgeführt. An der Entwicklung der Fortsetzung war er zwar noch beteiligt, schrieb diese aber nicht mehr selbst.
Ab Mitte der 1980er Jahre machte sich Grasmück mit seiner Frau als Buchhändler selbstständig. Später gründete Grasmück noch einen Verlag.
Am 7. August 2007 starb Jürgen Grasmück im Alter von 67 Jahren an den Folgen einer progressiven Muskelschwäche, wegen der er seit dem 15. Lebensjahr auf einen Rollstuhl angewiesen war.

## Werk (Auswahl von Romanheftserien)

### Larry Brent
1. Das Grauen schleicht durch Bonnards Haus
2. Die Angst erwacht im Todesschloß
3. Im Kabinett des Grauens
4. Der Dämon mit den Totenaugen
5. Nachts, wenn die Toten kommen
6. Der Fluch der „blutenden Augen“
7. Das Grauen von Blackwood Castle
8. Die Pest fraß alle
9. Mordaugen
10. Die Bestie mit den Bluthänden
11. Sanatorium der Toten
12. Der mordende Schrumpfkopf
13. Draculas Liebesbiß (Teil 1)
14. Draculas Höllenfahrt (Teil 2)
15. Zombie-Wahn
16. Die Schlangenköpfe des Dr. Gorgo
17. Orungu - Fratze aus dem Dschungel
18. Der Mönch mit den Teufelskrallen
19. Der Sarg des Vampirs
20. Im Todesgriff der Schreckensmumie
21. Super-Virus aus der Hölle
22. Schreie aus dem Sarg
23. Der Satan schickt die Höllenbrut
24. Irrfahrt der Skelette
25. Die Treppe ins Jenseits
26. Das Totenhaus der Lady Florence
27. Gefangener des Unsichtbaren (Teil 1)
28. Tod in der Gespenster-Villa (Teil 2)
29. Verfluchte aus dem Jenseits (Teil 3)
30. Die mordende Anakonda
31. Die Mörderpuppen der Madame Wong
32. Das Monster aus der Retorte
33. Zur Herberge der tausend Schrecken
34. In den Krallen der Nebelhexe
35. Party im Blutschloß
36. Der Wolfsmensch im Blutrausch
37. Das Geheimnis der Knochengruft
38. Bis die Ratten dich zerfetzen
39. Vor der Tür stand Frankenstein
40. Chopper - Geisterstimme aus dem Jenseits
41. Um Mitternacht im Leichenhaus
42. Dämonenbrut
43. Das Beinhaus der Medusa
44. Die Blutsauger von Tahiti
45. Schizophrenia - Nächte des Wahnsinns
46. Die menschenfressende Bestie
47. Der Schlitzer aus dem Jenseits
48. Amöba saugt die Menschen aus
49. Die Horror-Maschine
50. Monsterburg „Höllenstein“
51. In den Katakomben des Wahnsinns (Teil 1)
52. Die Leichenkammer des Dr. Sarde (Teil 2)
53. Schrei, wenn dich der Hexentöter würgt
54. Die Gespenster-Dschunke von Schanghai
55. Der Würger aus den See
56. Satans Mörderuhr
57. Schreckensmahl
58. Todesschwadron des Geister-Lords
59. Homunkula, Luzifers Tochter
60. Bis zum letzten Schrei
61. Medusas steinerne Mörder
62. Todeskuß vom Höllenfürst
63. Im Labyrinth des Ghuls
64. Marotsch, der Vampir-Killer
65. Corrida der Dämonen (Teil 1)
66. Das Tor zur Hölle (Teil 2)
67. Monster-Bestie Gorho (Teil 3)
68. Schreckensgondel der Schneehexe
69. Die Leiche aus der Kühltruhe
70. Der Mordfalter
71. Der Hexer mit der Schlangenhand
72. Das Horror-Palais von Wien
73. Der Gehenkte von Dartmoor
74. Nakor - Echse des Grauens
75. Die Wahnsinnsbrut des Dr. Satanas
76. Die Jenseitskutsche von Diablos
77. Gruft der bleichenden Schädel
78. Küß niemals Choppers Geisterbraut
79. Im Würgegriff des Nachtmahrs
80. Vampir-Klinik des Dr. Satanas
81. Lady Frankenstein
82. In der Katakombe der Gräfin Redziwihl
83. Morkans Horror-Würmer
84. Machetta - Sumpfhexe vom Mississippi
85. Hexensabbat
86. Spukschloß im Mittelpunkt der Erde
87. Dr. Satanas - Herr der Skelette
88. Die Alpträume des Mr. Clint
89. Lebende Leichen
90. Der Monster-Mann
91. Das Schloß der teuflischen Deborah
92. Die Todesbucht von Cala Mordio
93. Wenn die Knochenmänner tanzen
94. Die Schleimigen von Ghost Valley
95. Ruine der Kopflosen
96. Dr. Satanas Killer-Computer
97. Leichenvögel
98. Die Geister-Girls von W.
99. Die Lady mit den toten Augen
100. Leichengeflüster
101. Der Unheimliche aus dem Sarkophag
102. Borro, der Zombie
103. Panoptikum der Geister (Teil 1)
104. Leichenparasit des „Geflügelten Todes“ (Teil 2)
105. Atoll des Schreckens
106. Atomgespenster
107. Turm der Menschenmonster
108. Die Werwölfe des Dr. Satanas
109. Kastell des Dämons
110. Zombies im Orient-Express
111. Die Gehirne des Dr. Satanas
112. Monster im Prater
113. Gebeine aus der Hexengruft
114. Sylphidas Rachegeister
115. Das Höllenbiest
116. Geheimexperiment „Todessporen“
117. Die Pranke der Sphinx
118. Urzeit-Dämonen greifen an
119. Satanische Klauen
120. Bogenschütze des Schwarzen Todes
121. Das Scheusal aus dem Nichts
122. Dr. Satanas - Totensauger von N.
123. Schreckens-Party bei Graf Dracula
124. Die weiße Frau vom Gespensterturm
125. Todesschreie aus dem Blutmoor
126. Luziferas Horror-Maske
127. Die Müll-Monster
128. Die fliegenden Särge von San Francisco
129. Superbestie Dr. Jeckyll
130. Das Mädchen mit den Monsteraugen
131. Pakt mit Luzifer
132. Dr. Frankensteins unheimliches Labor
133. Die Höllenmühle
134. Geister im Grand-Hotel
135. Madame La Roshs Marterhaus
136. Chopper ruft die Leichen-Ladies
137. Fluch der Seelenwanderer
138. Nostradamus - Gericht im Jenseits
139. Rätsel-Tempel des Dschinn
140. Zombies auf der Reeperbahn
141. Nacht der Höllenkäfer
142. Bei Nebel kommt der Schizo-Killer
143. Alraunen-Spuk
144. Die Jenseits-Party
145. In den Fängen der Dämonenspinne
146. Der Horror-Butler
147. Hinter der Totenmaske
148. Nosferata, die Blut-Lady des Dr. Satanas
149. Haus der mordenden Schatten
150. Larry Brents Totentanz
151. Voodoo-Rache
152. Verbannt auf Mordios Todesfregatte
153. Die Hexe aus dem Urnengrab
154. Das grüne Blut des steinernen Götzen (Teil 1)
155. Totenkopf-Roulette (Teil 2)
156. Pandämonium (Teil 3)
157. Chalet der tödlichen Stimmen
158. Marduks schwarze Leichenbrut
159. Hexenauge
160. Dr. Satanas´ Drachensaat
161. Totengruft der Templer
162. Die Pestgärten des Dr. Tschang Fu
163. Mortus, Monstrum aus dem Jenseits
164. Im Todesnetz der Kung Fu - Killer
165. Im Horror-Reich der Nökken
166. Reiß den Pflock aus meinem Vampir-Herz
167. Madame Hypnos Schattenträume
168. Todesfalle Bermuda-Dreieck
169. Die Nacht der zürnenden Schädel
170. Der Zauberdolch von Singapur
171. Die Skelettfratze
172. Die sieben Plagen des Dr. Tschang Fu
173. Magic Lady´s Horror-Show
174. Die Totengeister von Uxmal (Teil 1)
175. Irrgarten der Monstergötzen (Teil 2)
176. Totenstadt Nekropolis (Teil 3)
177. Mit Mörderblick und Hexenbann
178. Der Geisterfriedhof von Brendshaw
179. Dr. Tschang Fu´s Mikro-Killer
180. Die Spuk-Truhe
181. Horror-Train nach Nirgendwo
182. Dr. Tschang Fu´s Teufelsgezücht
183. Maskeradas Monsternächte
184. Der Dämonensohn des Dr. Satanas
185. Die Folterburg des Dämonensohns
186. Invasion der Kraken
187. Todesdiamant aus Satans Krone
188. Das Grauen hinter der Tür
189. Die Wächsernen aus dem Psycho-Labyrinth
190. Die Maschine des Bösen
191. Mördergrube des grünen Inka
192. Striptease einer Zombie-Hexe[1]

### Macabros
1. Der Monstermacher
2. Fluch der Druidin
3. Attacke der Untoten
4. Konga, der Menschenfrosch
5. Die Schreckensgöttin
6. Horror-Trip
7. Totenacker der Dämonen
8. Die Geister-Höhlen
9. Blutregen
10. Duell mit den Höllengeistern
11. Im Leichen-Labyrinth
12. Molochos Totenkarussell
13. Mandragora, Herrin der Angst
14. Knochensaat
15. Phantoma, Tochter der Finsternis
16. Geisterheere aus dem Jenseits
17. Dwylup, Stadt der Monster
18. Knochentunnel in das Grauen
19. Im Schlund der Höllenschlange
20. Die Blutgärten von Sodom
21. Abraxas, Fluch des Magiers
22. Phantom aus dem Unsichtbaren
23. Gefangen im Totenmaar
24. Marionetten des Schreckens
25. Uga, Bestie aus der Urzeit
26. Elixier der Verdammnis
27. Totenbarke nach Xantilon
28. In der Falle des Schattenfürsten
29. Marubur, Herr der Wahnsinnshallen
30. Tempel der Versteinerten
31. Der Schreckliche aus dem Totenbrunnen
32. Kreatur der Verdammnis
33. Flucht in den Geistersumpf
34. Galeere des Grauens
35. Mirakel, Mann der Geheimnisse (Mirakel 1)
36. Gruft der bösen Träume
37. Unter der Dämonenpeitsche
38. Mirakel, Phantom aus dem All (Mirakel 2)
39. Im Verlies der Hexendrachen
40. Tal der tausend Foltern
41. Tschinandoah – Wo die Steine leben
42. Hades, Hort der Vergessenen
43. Die Horror-Tempel von Skyx
44. Mirakel, Herr im Geisterland (Mirakel 3)
45. Das Geheimnis der grauen Riesen
46. Blutsiegel des Molochos
47. Formicatio – Welt des Unheils
48. Die Parasitengruft
49. Die Qualligen aus der Mikrowelt (Mirakel 4)
50. Rha-Ta-N'Mys Leichenschlucht
51. Skelettus – Fürst der Knochenburg
52. Aufstand der Knochenmonster
53. Totenkopfmond
54. Femgericht der Kugelköpfe
55. Mysterion der Seelenfänger (Mirakel 5)
56. Die Leichenpilze kommen
57. Dämonenpest (Mirakel 6)
58. Oceanus, Geist der schwarzen Wasser
59. Die menschenfressenden Schatten
60. Dwahls Hirnpuppen greifen an
61. Wenn Shimba-Loos Todesruf erschallt (Mirakel 7)
62. Shieba-Loo schickt den Rachedämon (Mirakel 8)
63. Die Feuerbestien aus Kh'or Shan
64. Es erwacht der Ursen-Wahn
65. Xantilon – Urkontinent aus der Asche
66. Die Monstertürme von Kh'or Shan
67. Arson – gefangen im Nichts
68. Apokalpytas erste Vision
69. Gigantopolis – Alptraumstadt
70. Eissturmland des Drachenkönigs
71. Spinnenritter greifen an
72. Nh'or Thruus Unheil-Schläfer (Mirakel 9)
73. Das Plasma-Ungeheuer
74. Krypta der Regenbogenmenschen
75. Ustur – in den Ketten des Unheimlichen
76. Ruf ins Vergessen (Mirakel 10)
77. Zitadelle des Grauens
78. Apokalyptas Sintfluthölle
79. Die Nachtseelen von Zoor
80. Die Waben-Monster
81. Wrack der namenlosen Götter
82. Das magische Vermächtnis der grauen Riesen
83. Apokalyptas todbringende Armada
84. Horron – Kontinent der Vergessenen
85. Oceanus' Totenheer
86. Die Horron-Barbaren
87. Myriadus, der Tausendfältige
88. Die flüsternden Pyramiden
89. Rückkehr in den Totenbrunnen
90. Höhle des Unheils
91. Die Pestreiter
92. Mandragoras Zaubergärten
93. Fluch der Schlangengöttin
94. Todesruf der schwarzen Hexe
95. Verschollen in Dwylup
96. In der Arena der Drachentöter
97. Das Grab in Lemuria
98. Dämonenkrieg
99. Die Seelenfresser von Lemuria
100. Rha-Ta-N'Mys Schreckens-Zentrum
101. Sturz in das Chaos
102. Die Finsterlinge von Krosh
103. Nebel-Labyrinth des Tschonn
104. Höllenspuk
105. Jagd auf den Horror-Götzen
106. Die gläsernen Dämonen von Etak
107. Mord-Clan der Männer in Schwarz
108. Haus des grausamen Druiden
109. Vontox – Der Magier aus Lemuria
110. Kampf in der Alptraumstadt
111. Molochos Flucht ins Jenseits
112. Totenheer „Nekromos“
113. Die Wahnsinnskugeln
114. Kaphoons Grab
115. Skorokka – Strom ins Totenland
116. Die Droge der Götter
117. Amoklauf der Verlorenen
118. Sternenschloß des Toten Gottes
119. Flieh, wenn der Schattenmann kommt
120. Giftstachel des Skorpion-Dämons
121. Höllenmarionetten
122. Doc Shadow – Geist der Schattenwelt
123. Die Spukruine von Maronn
124. Drudan, der Mysterien-Macher
125. Das Zauber-Pergament[2]

### Ron Kelly
1. Ein Mann verläßt die Welt
2. Abenteuer in der Urzeit
3. Im Todesnetz des Maskenmannes
4. Unterm Fallbeil der Dunklen Königin
5. Im Zauberpalast von Akhba
6. Das Rätselschiff von Hyperborea
7. Marak, der Schlangenmensch
8. Küsse einer Todespuppe
9. Feuer spuckt der Drachengott
10. Die achte Hand des grünen Mannes
11. Melissas schwarzer Todesschrein
12. Mordstrahlen
13. Jagd auf den Smaragd des Unheils
14. Flucht in die tote Stadt
15. Die Schreckenswaffe des Professor Ybbs
16. Das 5-Millionen-Jahre-Biest
17. Gefangen im Schlangenturm
18. Hypno-Droge Toter Mann
19. Der Panther jagt den Mann aus Eisen
20. In den Klauen der Menschenfresser
21. Labyrinth der tausend Todesfallen
22. Die fliegende Piraten-Dschunke
23. Bluttempel des Smaragd-Gottes
24. Mördergrube des grünen Inkas[3][4]